# Bureau Jeugdzorg
Bureau Jeugdzorg was tot 1 januari 2015 een Nederlandse zorginstelling voor de jeugd met zowel vrijwillige als verplichte hulpverlening en begeleiding.

## Organisatie
Bureau Jeugdzorg kende vier afdelingen:
1. In het vrijwillige kader is er de Jeugdhulpverlening. Daar ondersteunen de jeugdhulpverleners ouders en kinderen bij tal van opvoedsituaties en verwijzen ze zo nodig door naar jeugdzorgaanbieders voor bijvoorbeeld therapie.
2. Het AMK (Advies- en meldpunt kindermishandeling) doet onderzoek wanneer er een ernstig vermoeden is van een ongezonde opvoedsituatie. Zo nodig verwijst het AMK door naar de vrijwillige jeugdhulpverlening of, wanneer dit in het belang van de kinderen is, vraagt ze de Raad voor de Kinderbescherming een onderzoek in te stellen. De Raad voor de Kinderbescherming kan de kinderrechter verzoeken een ondertoezichtstelling (OTS) uit te spreken.
3. Bureau Jeugdzorg voert ook de OTS en voogdijmaatregel uit. De jeugdbeschermers die een OTS uitvoeren heten in de volksmond ook wel gezinsvoogden. De jeugdbeschermers die de voogdijmaatregel uitvoeren worden ook wel voogden genoemd. Een gezinsvoogd en voogd is dezelfde persoon, namelijk een jeugdbeschermer, die een OTS dan wel een voogdijmaatregel uitvoert.
4. De Jeugdreclassering voert meerdere strafrechtelijke maatregelen uit.

Op 1 januari 2015 werd het jeugdzorgstelsel veranderd: de verantwoordelijkheid voor de jeugdzorg kwam bij de gemeenten te liggen. In heel Nederland zijn meerdere gecertificeerde jeugdbeschermingsinstellingen (meestal voormalige Bureaus Jeugdzorg). De toegang tot de jeugdzorg verloopt door middel van een aanmelding via het lokale wijkteam of via de rechtbank. Op deze datum werd het AMK samengevoegd met het Steunpunt Huiselijk geweld (SHG) tot een nieuwe organisatie met de naam "Veilig thuis".

## Taken
Volgens de Nederlandse Wet op de jeugdzorg (die geldig was tot 1 januari 2015) moest het Bureau Jeugdzorg het volgende doen:
- indicatiestelling
- uitvoering van de taken van het Advies- en Meldpunt Kindermishandeling
- uitvoering van jeugdbeschermingsmaatregelen (voogdij, gezinsvoogdij)
- jeugdreclassering

Het AMK behoort onderzoek te doen, maar uit ervaringen van ouderorganisaties blijkt dat te vaak een melding al als feit wordt genomen. Het bevorderen van de gezinsband is een belangrijke wettelijke doelstelling van OTS (Artikel 257 van BW1 4: 'De stichting, bedoeld in artikel 1, onder f, van de Wet op de jeugdzorg bevordert de gezinsband tussen de met het gezag belaste ouder en de minderjarige.'). Volgens ouderorganisaties wordt dit vaak vergeten door de gezinsvoogd.
Bureau Jeugdzorg is geen zorginstelling, maar een indicatiestellende organisatie. Eventuele voorgeschreven zorg wordt verleend door BIG-geregistreerde beroepskrachten, niet door Bureau Jeugdzorg medewerkers.

## Kritiek
Door een kwestie rond poging tot uithuisplaatsing van de 14-jarige Laura Dekker (zie ook Zaak-Laura Dekker) kwam bureau Jeugdzorg in 2009 veelvuldig in de media, deels op een negatieve wijze. In Noord-Brabant zou het bureau Jeugdzorg het instrument uithuisplaatsing op onjuiste gronden hebben aangevraagd. De machtiging tot uithuisplaatsing werd per direct door de rechter opgeheven.
Naar aanleiding van een gezinsdrama waarbij twee broertjes (Ruben en Julian) werden vermist en dood teruggevonden, werd de verleende jeugdzorg in de voorafgaande jaren nader bezien.
Een ander voorbeeld is het Bureau Jeugdzorg Noord-Brabant. Deze organisatie kwam in maart 2009 tweemaal in het nieuws. De eerste keer ging het over de belangen van kinderen die bij hen in betere handen zouden zijn dan bij hun Belgische tegenhangers van het Comité voor Bijzondere Jeugdzorg. Dit naar aanleiding van de vlucht van verscheidene van hun cliënten naar België. Even later kwam het bureau in opspraak vanwege haar belangen in de vastgoedhandel. Er bleken vermoedens te zijn van fraude door deze organisatie bij de handel in vastgoed.